# Nagelaten werk (Couperus)
De uitgave Nagelaten werk die verscheen in 1975 bevat werk van Louis Couperus dat tijdens zijn leven niet gebundeld werd.

## Geschiedenis
Vanaf 1952 begonnen, na decennia discussie, de Verzamelde werken (VW) van Louis Couperus (1863-1923) te verschijnen, in een reeks die uiteindelijk twaalf delen zou omvatten, en waarvan Garmt Stuiveling de drijvende kracht was. Deze VW leidden tot veel kritiek. Enerzijds betrof dat de onvolledigheid van deze uitgave: veel van het werk van Couperus werd gewoon niet opgenomen omdat het door de redactie als benedenmaats werd beschouwd. Anderzijds betrof dit de door de redactie van de VW gehanteerde spelling: ze hadden alles omgezet in moderne spelling, volgens sommigen daarbij geheel voorbijgaand aan het bijzondere, specifieke taalgebruik van Couperus. Dit leidde tot wat later aangeduid werd als de zogenaamde 'Couperus-rel'.
Die onvolledigheid trachtte Richard Erbe goed te maken door de uitgave Nagelaten werk. Richard Erbe was het pseudoniem van Ronald Breugelmans. Hij bundelde in Nagelaten werk, zoals het voorwoord aangeeft, het door Couperus ooit gepubliceerde, maar nooit gebundelde werk. Dit werk werd gepubliceerd in de oorspronkelijke, 'Couperiaanse' spelling. Erbe kondigde daarbij aan dat een tweede deel, dat Couperus' niet eerder gebundelde vertalingen zou bevatten, in voorbereiding was. Dat tweede deel is nooit verschenen, hoewel Erbe / Breugelmans degene was die door zijn publicaties over de vertalingen van Couperus op dat gebied dé expert zou worden.

### Uitgave
Het Nagelaten werk verscheen in 1975 bij de uitgeverij Van Gorcum in Assen. Van de uitgave werden 75 genummerde exemplaren in leer gebonden, waarvan sommige in een cassette werden gestoken. Van die 75 exemplaren waren er tien romeins genummerd voor de samensteller; die kwamen niet in de handel.
Na publicatie van het Nagelaten werk ontdekte Erbe dat hij een omissie had begaan: het gedicht Sabijnsche-maagdenroof stond niet in zijn uitgave. Daarop werd alsnog, in een zéér beperkte oplage van dertig exemplaren, dit gedicht gedrukt als 'erratum' bij de Rotterdamse Slofpers.
Daarna meende Breugelmans dat het misschien toch beter was geweest het stukje over de beeldspraak van Couperus over kastanjebomen als de "Kerstboomen van het voorjaar", en de daarop gevolgde 'Opmerking van geen waarde' met de titel Margriet (op p. 151 in het Nagelaten werk) in een contaxt te plaatsen. Hij doet dat alsnog in het Tijdschrift voor Nederlandse Taal- en Letterkunde in 1977.